# Asociación de Cronistas del Espectáculo de Nueva York
Pour les articles homonymes, voir ACE et ACE Awards.
L'Asociación de Cronistas del Espectáculo de Nueva York (ACE) est une Association à but non lucratif fondée à New York le 12 décembre 1967 par un groupe de journalistes et de correspondants de radio. Elle remet chaque année depuis 1969 le Prix ACE aux films, téléfilms et œuvres de théâtre méritants en langue espagnole.

## Histoire
L'Asociación de Cronistas del Espectáculo de Nueva York fut fondée à New York le 12 décembre 1967. Le 25 mai 1969, elle annonça officiellement la première remise du prix ACE, qui eut lieu quelques jours plus tard au Madison Square Garden en guise d'interlude au spectacle équestre de la star de cinéma mexicaine Antonio Aguilar.
Parmi les artistes qui ont été récompensés par l'ACE ou qui ont assisté aux cérémonies, on peut citer Iris Chacón, Placido Domingo, Don Francisco, Lupita Ferrer, Olga Guillot, Julio Iglesias, José José, Rocío Jurado, Marga López, José Luis López Vázquez, Silvia Pinal, Cristina Saralegui, Ninón Sevilla, entre beaucoup d'autres.
Le président actuel en est Fernando Campos, journaliste dominicain.

## Membres

### Membres fondateurs
- Miguel Gallástegui, son premier président
- Nemesio Acevedo
- Fernando Campos
- José C. Cayón
- Johnny Chévere
- Manuel del Valle
- Pedro Galiana
- Efraín Hidalgo
- Ramón Plazza
- Santiago Pollarsky
- Arístides Sotolongo

### Membres en 2007/2008
- Fernando Campos : président
- Manolo García-Oliva, Ramón Plazza : présidents d'honneur permanents
- Nilda Tapia : vice-présidente
- Luz Marina Mejía : secrétaire
- Albert L. White : trésorier
- Tommy Calle : secrétaire de presse
- Charito Cisneros : secrétaire des relations publiques
- Mariann Mendoza : vice-secrétaire